# راؤول توريس (سياسي)
راؤول توريس (بالإنجليزية: Raul Torres)‏ هو سياسي أمريكي، ولد في 6 فبراير 1955 في مقاطعة نويسيز في الولايات المتحدة. حزبياً، نشط في الحزب الجمهوري. وقد انتخب عضو مجلس نواب تكساس.